# Modřišice
Modřišice jsou obec v okrese Semily v Libereckém kraji. Leží zhruba tři kilometry jihozápadně od Turnova. Sídlo je rozloženo v Mnichovohradišťské kotlině, na pláni po levé straně řeky Jizery. Přímo Modřišicemi protéká Modřišický potok, jeden z drobnějších přítoků uvedené řeky. Žije zde 445 obyvatel.

## Historie
První písemná zmínka o obci pochází z roku 1410.

## Obyvatelstvo
| Rok            | 1869 | 1880 | 1890 | 1900 | 1910 | 1921 | 1930 | 1950 | 1961 | 1970 | 1980 | 1991 | 2001 | 2011 | 2021 |
| -------------- | ---- | ---- | ---- | ---- | ---- | ---- | ---- | ---- | ---- | ---- | ---- | ---- | ---- | ---- | ---- |
| Počet obyvatel | 459  | 467  | 491  | 439  | 479  | 523  | 514  | 385  | 436  | 396  | 359  | 324  | 357  | 402  | 448  |
| Počet domů     | 70   | 73   | 76   | 80   | 92   | 95   | 108  | 123  | 120  | 114  | 108  | 128  | 143  | 165  | 170  |

## Obecní správa

### Obecní symboly
Znak a vlajka byly obci uděleny rozhodnutím předsedy Poslanecké sněmovny Parlamentu České republiky dne 9. října 2007.

## Pamětihodnosti
- Krucifix na návsi (kulturní památka ČR)
- Venkovská architektura pojizerského typu (památkově chráněny jsou objekty čp. 10 a 14)
- Socha svatého Jana Nepomuckého v poli u vesnice
- Platan v Modřišicích, památný platan javorolistý na návsi (50°34′27,2″ s. š., 15°7′8,4″ v. d.)

## Galerie

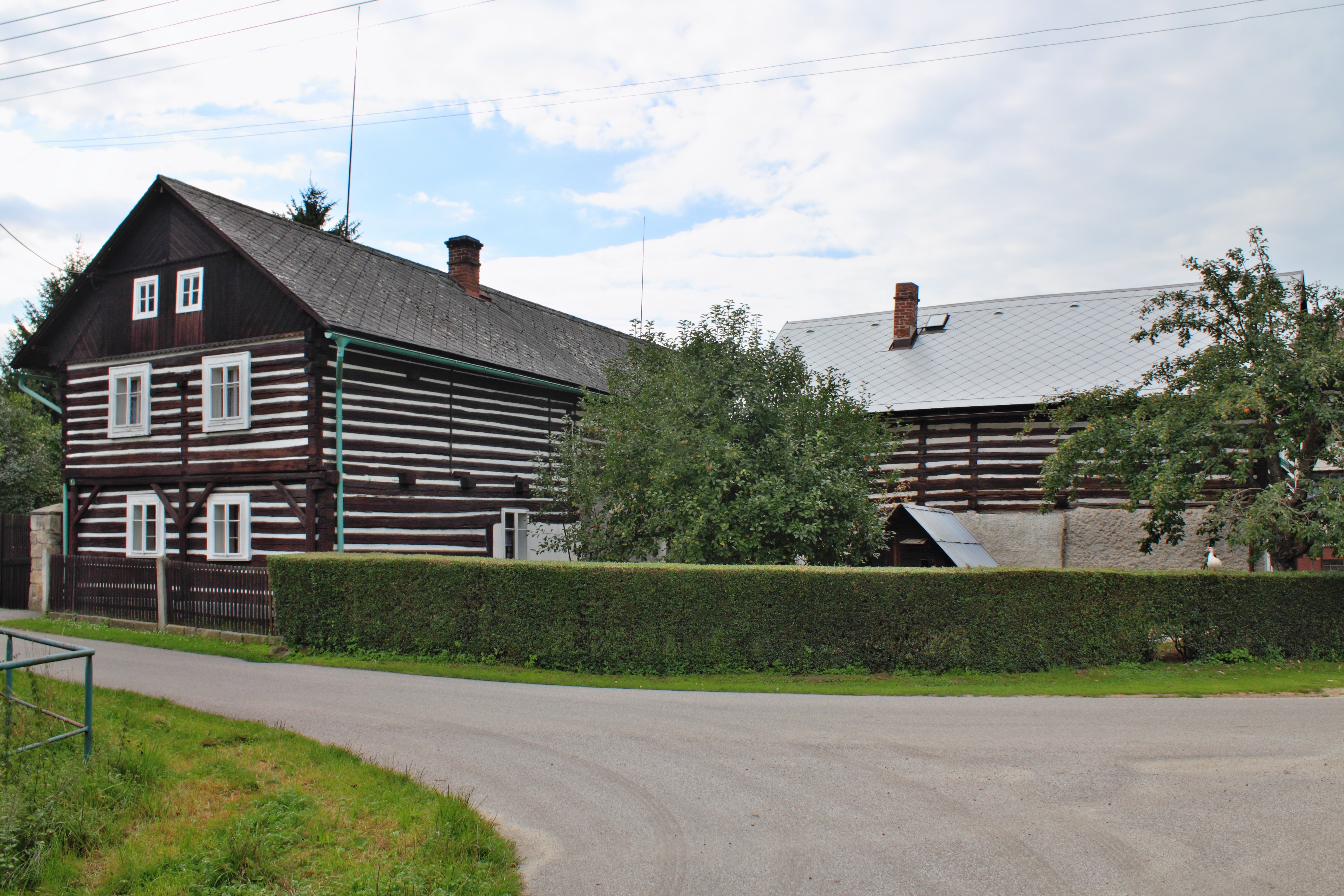
Roubený statek
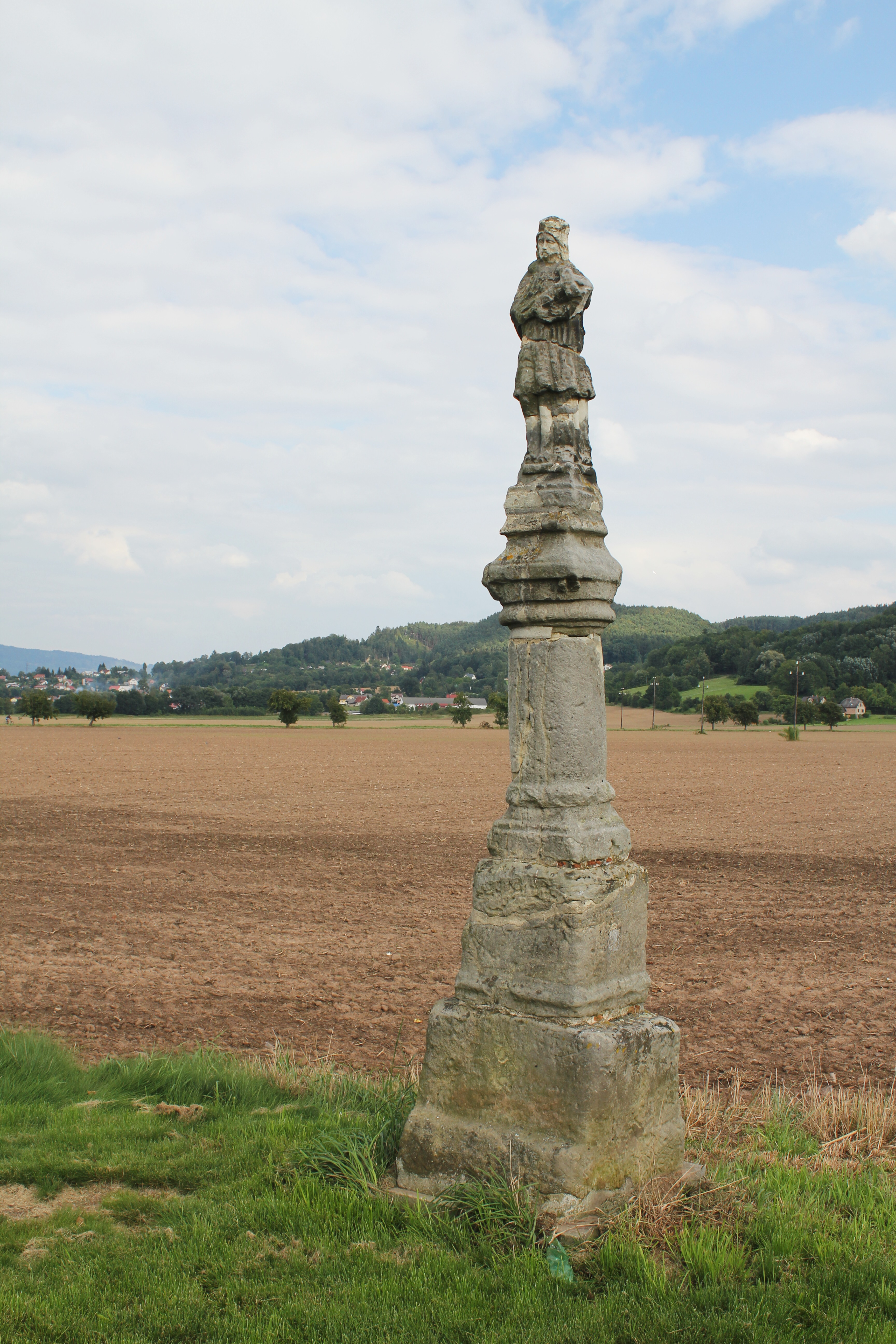
Socha Jana Nepomuckého
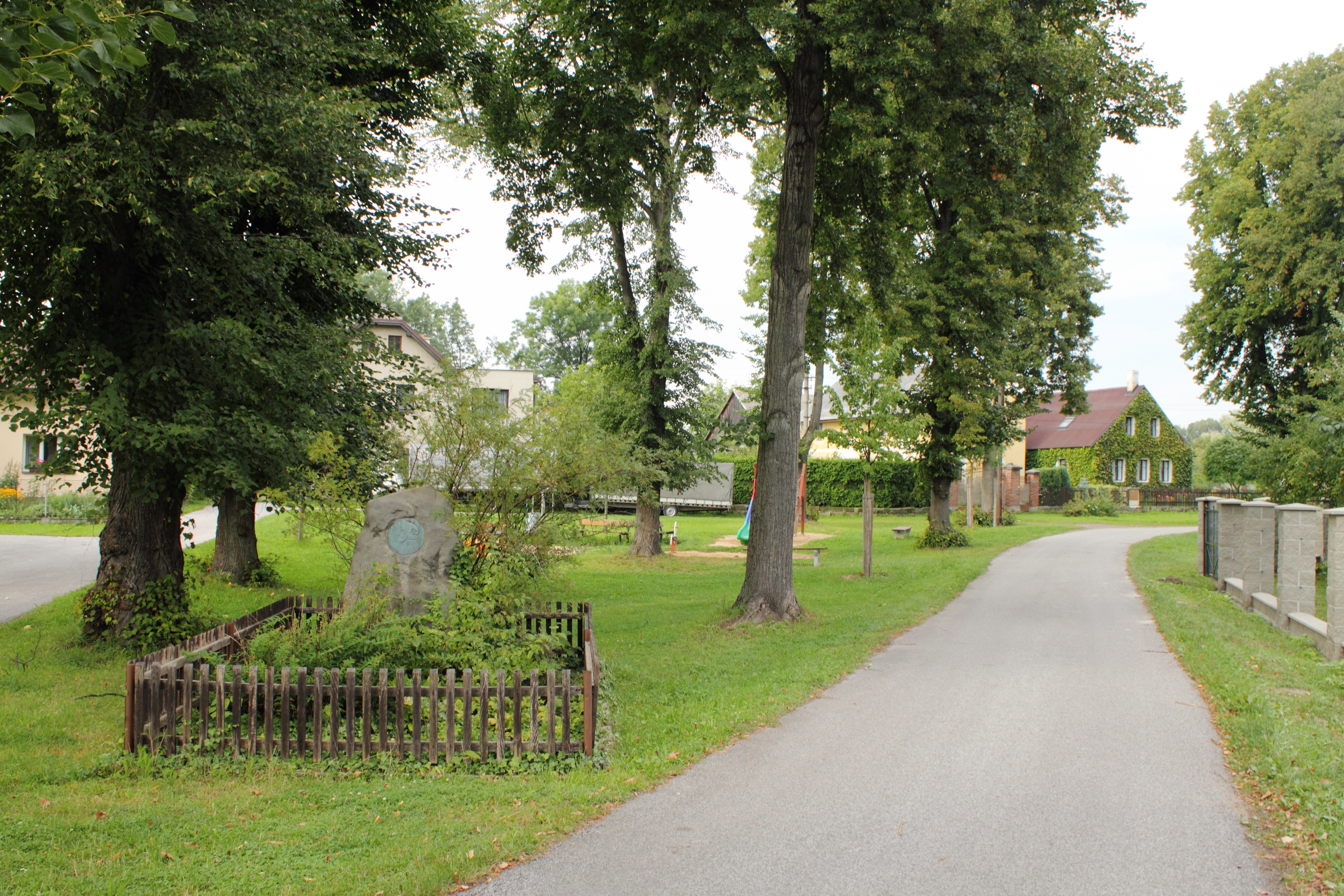
Památník v centru obce
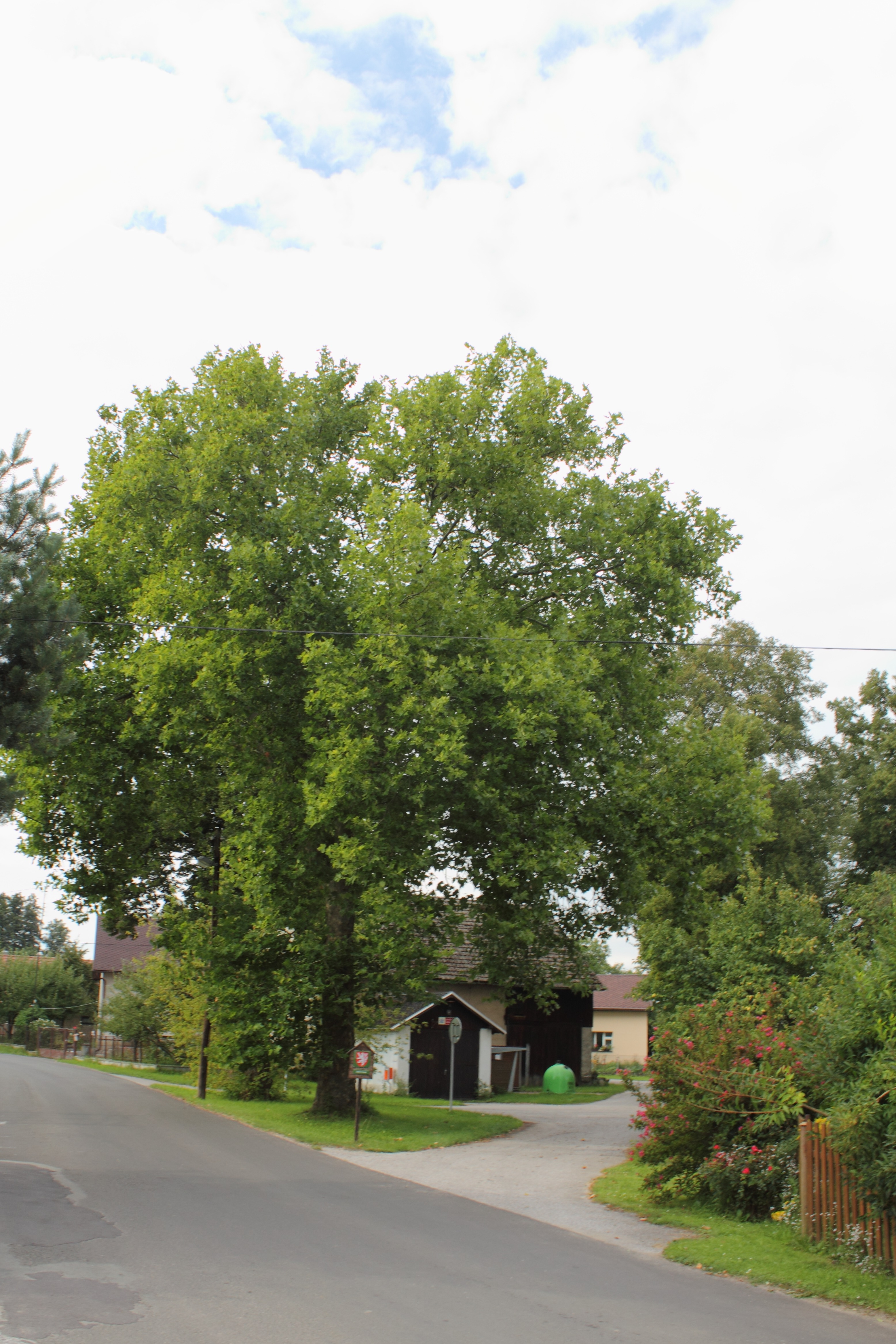
Platan v Modřišicích